# 4224 Susa
4224 Susa eller 1988 EG är en asteroid i huvudbältet som upptäcktes 19 maj 1988 av den amerikanske astronomen Eleanor F. Helin vid Palomar-observatoriet. Den är uppkallad efter Susan och Sarah Hicks.
Asteroiden har en diameter på ungefär 34 kilometer.